# استوری ماسگریو
فرانکلین استوری ماسگریو (به انگلیسی: Franklin Story Musgrave) فضانورد اهل کشور ایالات متحده آمریکا است که در ۱۹ اوت ۱۹۳۵ میلادی در بوستون زاده شد. وی در مأموریت اس‌تی‌اس-۶، اس‌تی‌اس-۵۱-اف، اس‌تی‌اس-۳۳، اس‌تی‌اس-۴۴، اس‌تی‌اس-۶۱، اس‌تی‌اس-۸۰ حضور داشته است.